# Somministrazione sublinguale

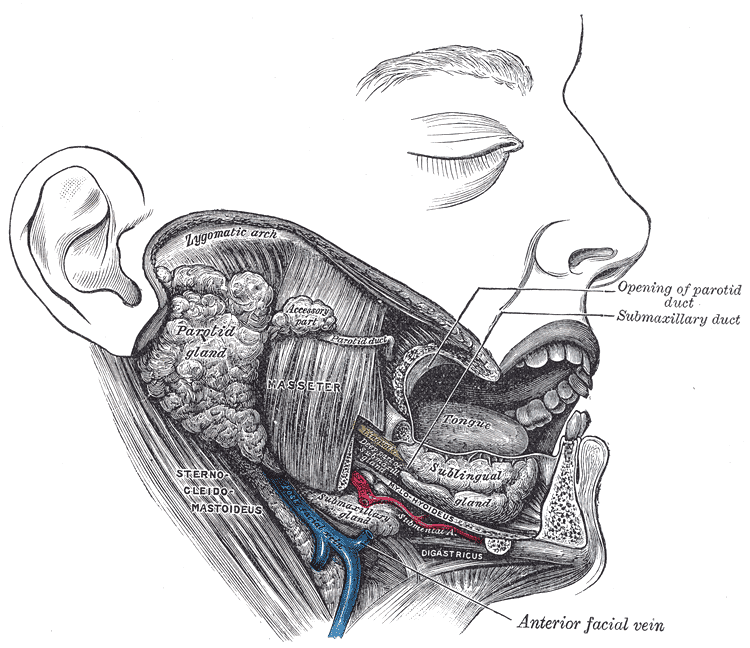
La zona sublinguale del corpo umano

Con somministrazione sublinguale si indica un particolare tipo di somministrazione dei farmaci; il nome deriva dal latino "sotto la lingua"; essa consiste nel posizionare il medicinale sotto la lingua e aspettare che venga disciolto dopo poco tempo: è una forma di assunzione molto rapida e quindi molto potente.
Nella zona sublinguale si ritrovano, oltre alla mucosa, la ghiandola sottolinguale ed il solco sottolinguale.

## Fisiologia
Il medicinale viene a contatto con la mucosa, e diffonde, sciogliendosi, nell'epitelio sotto la lingua, un'area densa di vasi sanguigni, entrando nella circolazione sanguigna molto velocemente rispetto alla somministrazione per via gastrointestinale.
L'assorbimento è di tipo mediato e il meccanismo è la diffusione passiva. L'effetto è rapido (2-3 minuti).
Rispetto ad altre vie di somministrazione è più vantaggiosa poiché permette l'autosomministrazione. Per contro, può dare irritazione e il sapore può essere sgradevole.

## Usi clinici
Tale somministrazione viene utilizzata sovente in cardiologia nell'uso di nitroglicerina utilizzata nei casi di angina pectoris. Altri farmaci somministrati con tale metodo sono il captopril  e la nifedipina (Calcio-antagonista) per curare l'ipertensione. 
Viene utilizzata anche l'apomorfina per trattare le disfunzioni erettili e contro alcuni dei sintomi della malattia di Parkinson. 
La somministrazione sublinguale viene utilizzata anche per alcuni farmaci, come la buprenorfina, per il trattamento contro la dipendenza di oppiacei.
La misurazione della velocità della circolazione sanguigna sublinguale viene utilizzata come esame per diagnosticare alcuni sintomi di diverse malattie, come nel caso di una forma di anemia (anomala diminuzione della quantità di sangue nel corpo) chiamata drepanocitica.
Si sta sperimentando con successo la SLIT (immunoterapia sublinguale) come metodo di cura per le allergie, anche se la quantità da somministrare è discussa e non sempre le persone trovano giovamento, mentre in alte dosi tratta con successo rinite sia con presenza di asma che senza.
Nel consumo a lungo termine i denti si ingialliscono ed è possibile, vista la continua stimolazione di una zona delicata, un'irritazione e la comparsa di un edema, ma si stanno effettuando studi per riuscire a combattere le reazioni non desiderate.